# Film noir
Een film noir (uitspraak: /fɪlm.nwaʁ/; Frans voor zwarte film) is in de meeste gevallen een misdaadfilm waarvan de hoofdfiguren in een existentieel bedreigende en nihilistische wereld leven. De 'klassieke periode' van de film noir begint met John Hustons The Maltese Falcon in 1941 en eindigt met Orson Welles' Touch of Evil in 1958. Strikt genomen is film noir geen genre, maar wordt ermee verwezen naar de stijl of toon van verschillende Amerikaanse films vanaf de jaren 1940 tot de huidige neonoirs. Films noirs zijn meestal zwart-witfilms met een overheersende rol voor melancholie, vervreemding, somberheid, teleurstelling, ontgoocheling, pessimisme, ambiguïteit, morele corruptie, schuld en paranoia. Typische, vaak optredende personages zijn de cynische, eenzame held (antiheld) en de femme fatale, tussen wie zich allerlei intriges afspelen tegen de achtergrond van een louche grote stad.

## Klassieke periode

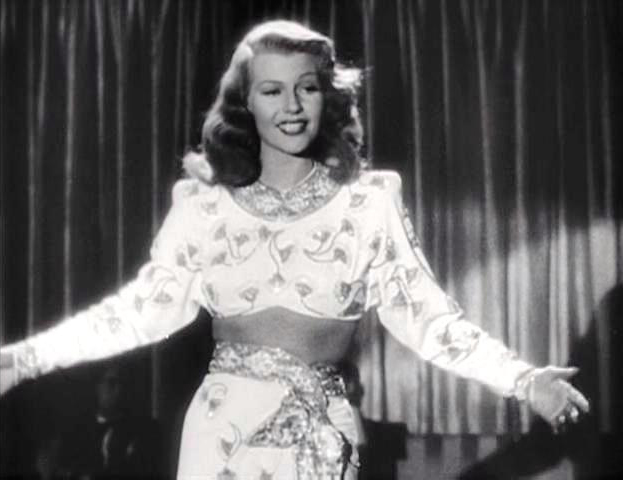
Rita Hayworth in Gilda (1946)
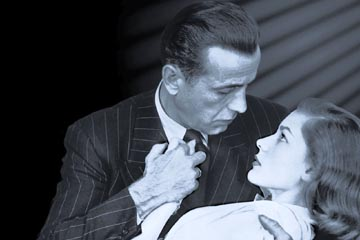
Humphrey Bogart en Lauren Bacall in The Big Sleep (1946)
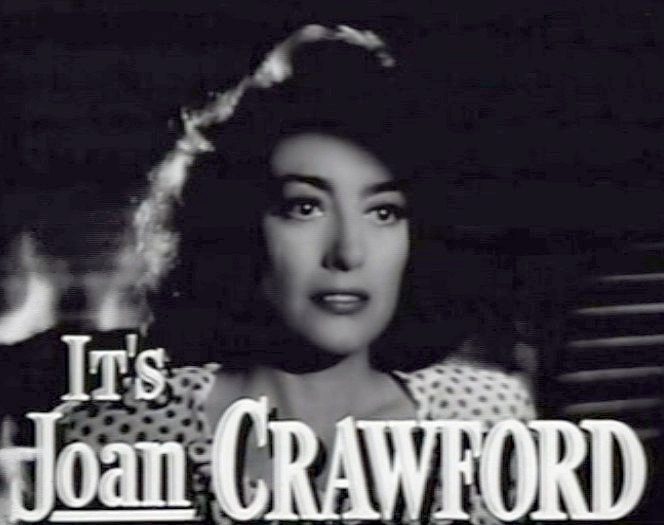
Joan Crawford in Mildred Pierce (1945)
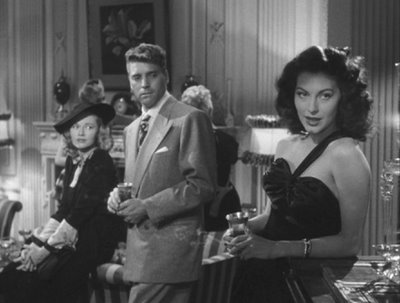
Ava Gardner en Burt Lancaster in The Killers (1946)

Franse bioscoopbezoekers ontdekten in de zomer van 1946 een nieuw type Amerikaanse films. In de loop van enkele weken, van midden juni tot eind augustus, verschenen vijf films in de Parijse cinema's die opvielen door een vervreemdende, gewelddadige en erotiserende sfeer:
- The Maltese Falcon van John Huston
- Laura van Otto Preminger
- Murder, My Sweet van Edward Dmytryk
- Double Indemnity van Billy Wilder
- The Woman in the Window van Fritz Lang

De term 'film noir' werd voor de eerste keer gebruikt door de Franse criticus Nino Frank, die ook onder de indruk was van de nieuwe filmproductie. Hij vergeleek de 'donkere' stijl van deze naoorlogse Amerikaanse films met de Franse detectivereeks van de 'Série noire'. In hun boek Panorama du Film Noir Américain uit 1955 trachtten Raymond Borde en Étienne Chaumeton voor het eerst vat te krijgen op het nieuwe filmfenomeen:
Het bestaan van een serie noirfilms uit Hollywood is opvallend. Maar het definiëren van de gemeenschappelijke kenmerken ervan is een andere zaak.

### Invloeden

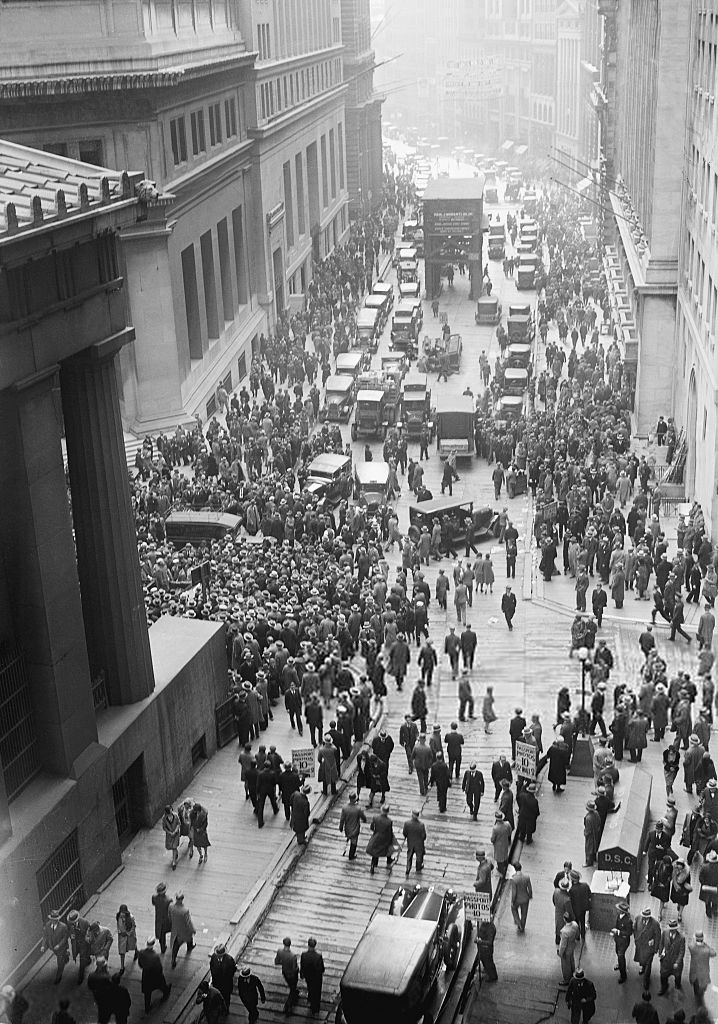
Films noirs reflecteerden het tijdsbeeld, waarin optimisme en geloof in vooruitgang na de Beurskrach van 1929, de depressie en de Tweede Wereldoorlog, aangetast werden door twijfel, existentiële angst en nihilisme.

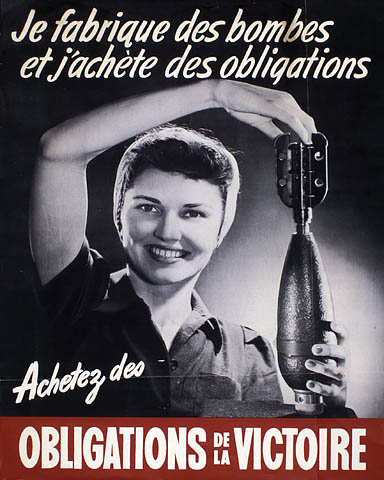
Canadese poster uit WOII. Onder druk van de oorlogsomstandigheden veranderde de rol van de vrouw: van huisvrouw tot bommenmaakster. Vrouwen werden zelfstandiger, zelfbewuster en ondernemender.

De films die later als 'films noirs' zouden worden aangeduid, verschilden in grote mate van eerdere vooroorlogse melodrama's en politiefilms uit Hollywood. Het optimisme en geloof in een rechtvaardige maatschappij had plaatsgemaakt voor cynisme en toonde een wereld die bevolkt was door corrupte, egoïstische en gewelddadige personages. Europese cineasten als Fritz Lang en Otto Preminger, die de verschrikkingen van de Tweede Wereldoorlog van nabij hadden meegemaakt, lagen nu aan de basis van de nieuwe stijl van Amerikaanse film. De film noir is duidelijk geïnspireerd op de harde stijl van misdaadromans uit de tijd van de Grote Depressie (eind jaren dertig) van auteurs als Dashiell Hammett, James M. Cain, Raymond Chandler en Mickey Spillane. Vandaar ook dat sommige filmcritici film noir eerder als een subgenre van de misdaadroman beschouwen. De gothic novels en de verfilmingen van deze romans worden ook als literaire invloed genoemd: de eerste gothic noir was Alfred Hitchcocks Rebecca (1940). 'Noirs' werden oorspronkelijk gefilmd in zwart-wit, en hadden een donkere stijl met veel contrast, afgeleid van de Duitse expressionistische cinematografie. Paul Kerr begint zijn essay Film Noir Reader:'Out of What Past? uit 1979 met een kritisch overzicht van door zijn collega-filmhistorici vaak geciteerde invloeden en daar staan, behalve de al genoemde, ook de volgende bij:
- de instroom van Duitse immigranten en het expressionisme: die immigratie vanuit Duitsland en de 'export' van het Duits expressionisme naar Hollywood kwam sterk op gang na Hitlers machtsovername in 1933, toen heel wat producers, regisseurs, acteurs en componisten verdreven werden uit hun moederland;
- het neorealisme, een nieuwe stijl van filmen die na het Duits expressionisme populair werd in Italië;
- de invloed die uitging van Franse immigranten en het existentialisme;[3]
- zowel de vooroorlogse fotojournalistiek, de oorlogsverslaggeving in het bioscoopnieuws als het naoorlogs fotorealisme drukten hun stempel op de stijl van de film noir;
- Citizen Kane van Orson Welles, een innovatieve film die op gebied van belichting, kadrering en andere filmtechnieken een grote inspiratiebron vormde;
- de beurskrach van Wall Street en de opgang van het populisme;
- de Tweede Wereldoorlog en de opgang van het fascisme;
- de Koude Oorlog en het McCarthyisme worden genoemd als invloeden voor de sfeer van paranoia die veel films noirs kenmerkt;
- angsten in verband met de grote stad, de atoombom, bureaucratie, de industrialisatie;
- de ontvoogding van de vrouw die zelfstandig de kost verdiende in de oorlog zou een invloed gehad hebben op de manier waarop vrouwen, met name de femme fatales, in film noir werden uitgebeeld: sterk, ondernemend en bedreigend (voor de man);
- het escalerend corporatisme na 1940, dat het individu leek te reduceren tot een radertje in een grote machine;
- Edward Hoppers stijl van schilderen (bijvoorbeeld de eenzaamheid die hij weergaf in zijn schilderij Nighthawks).

### Voorgeschiedenis

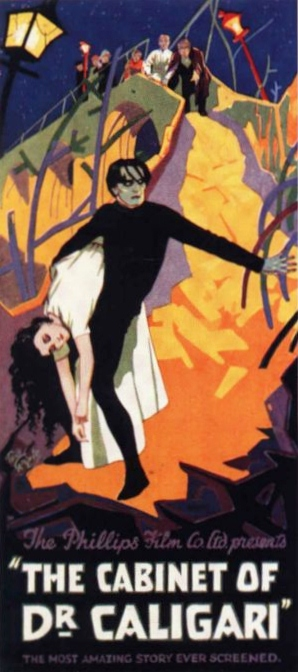
Das Cabinet des Dr. Caligari, 1920, in de stijl van het Duits expressionisme

Tijdens de periode van herstel na de nederlaag van Duitsland in de Eerste Wereldoorlog ontwikkelde de Duitse filmproductie een eigen stijl, waarbij door middel van symboliek en een donkere sfeer ernaar gestreefd werd de film een diepere betekenis te verlenen. Dit genre ontstond onder invloed van de Duitse expressionistische kunststroming, waarvan de thematiek zich richtte op de schaduwkant van de menselijke geest, op waanzin en verraad. De Duitse expressionistische kunst en film kenmerkten zich beide door toepassing van donkere schaduwen en vervreemdende omgevingen. Daarin werden personages geplaatst wier eenzaamheid en hulpeloosheid benadrukt werden door verticale en horizontale lijnen door het beeld te laten lopen. Na het Duitse expressionisme ontstond een nieuwe stijl van films in Italië die de naam Italiaans neorealisme kreeg. Dit genre won in Italië aan populariteit tijdens de Tweede Wereldoorlog. Tijdens die oorlog begonnen filmmakers verhalen over de armen en de werkende klasse te documenteren. Omdat er weinig geld voor filmmaken was op dat moment, werden Italiaanse neorealistische films op locatie opgenomen, vaak met behulp van amateur-acteurs. Deze films handelden meestal over de moeilijkheden en de morele problemen van die periode. Het Italiaanse neorealisme en het Duitse expressionisme vonden uiteindelijk hun weg naar de Verenigde Staten, wat samen met de andere genoemde invloeden leidde tot een synthese, bekend als "film noir".
Hoewel het om een 'Amerikaanse' filmstijl of genre gaat, hadden Europese cineasten van bij de aanvang dus een belangrijke impact op de hele ontwikkeling van film noir, en dat zou ook zo blijven. Befaamde, uit Europa afkomstige Hollywoodregisseurs die bekendstaan om hun film noir-stijl zijn bijvoorbeeld Billy Wilder, Alfred Hitchcock, Jacques Tourneur en Fritz Lang.
Het nieuwe type van hard-boiled detectivefilms, met als eersteling The Maltese Falcon van Warner Bros uit 1941, kwam dus niet volledig ontwikkeld uit de lucht vallen: er waren ook al heel wat elementen in eerdere films opgedoken. Citizen Kane (RKO, 1941) is daar een duidelijk voorbeeld van. Orson Welles maakte hier al gebruik van technieken als hoge contrastbelichting (waardoor de personages zich tussen zware schaduwen en felle lichten bewogen), een laag camerastandpunt (dat de figuur langer deed lijken) en grote scherptediepte. Net zoals in Alfred Hitchcocks Rebecca (United Artists, 1940), introduceerde het verhaal de hoofdpersoon na zijn dood, zodat de gebeurtenissen via flashbacks verteld moesten worden. Een ander voorbeeld van een proto-film noir is Stranger on the Third Floor (RKO Pictures, 1940). De nachtmerrieachtige wijze waarop het gerechtelijk stelsel en de donkere straten en gangen in beeld worden gebracht zouden later films als Murder, My Sweet (RKO Pictures, 1944), en Spellbound (United Artists, 1945) beïnvloed kunnen hebben.
Voor de eerste klassieke 'film noir' uit de geschiedenis koos regisseur John Huston de roman The Maltese Falcon van Dashiell Hammett. Het boek was al twee keer eerder verfilmd, maar Hustons versie was compromisloos en zette net als het oorspronkelijke verhaal van Hammett een 'onheldhaftige held' neer in een grauwe Amerikaanse stedelijke omgeving. Het genre was geboren.

### Bloeiperiode van de film noir

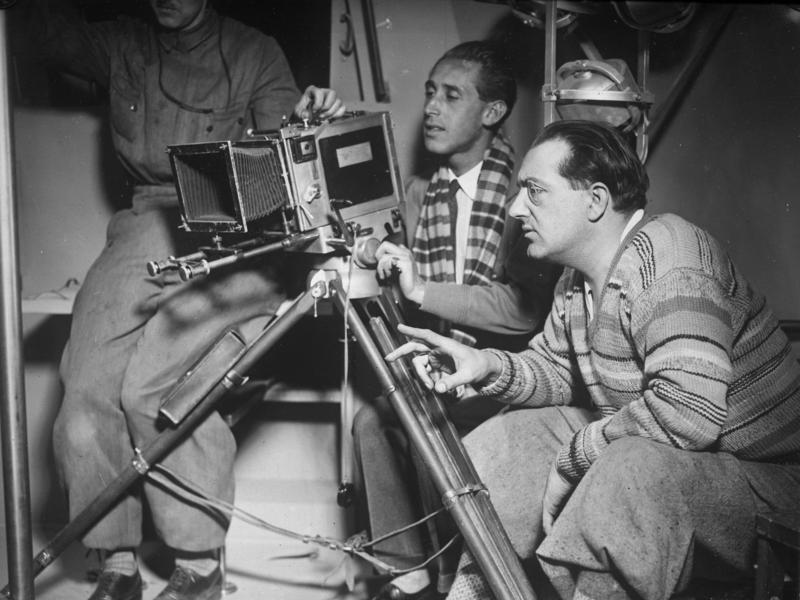
Fritz Lang aan het werk (rechts op de foto), 1929.

John Huston met zijn dochter, de nog jonge Anjelica.

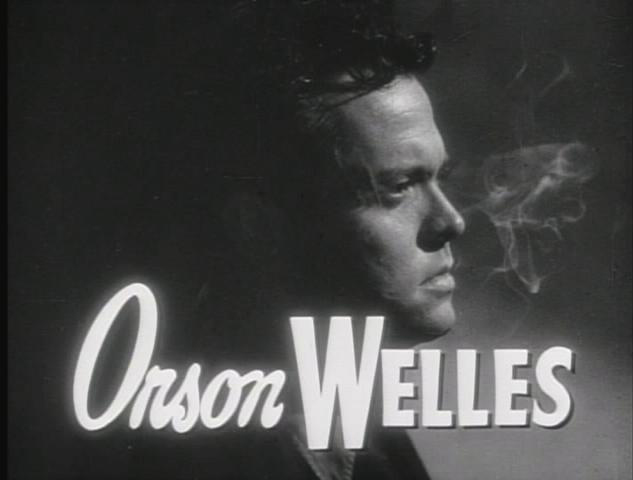
Orson Welles in The Lady from Shangai uit 1947.

John Huston debuteerde als regisseur met The Maltese Falcon (1941), gevolgd door Key Largo (1948) en The Asphalt Jungle (1950). Over de noir-status van Alfred Hitchcocks thrillers uit die periode zijn de meningen verdeeld: Shadow of a Doubt (1943), Notorious (1946), Strangers on a Train (1951) en The Wrong Man (1956). Otto Preminger vestigde zijn reputatie met Laura (1944) en werd een van de hoogst aangeschreven regisseurs van het genre. Zijn andere klassieke noirs zijn Fallen Angel (1945), Whirlpool (1949), Where the Sidewalk Ends (1950) en Angel Face (1952). Billy Wilder maakte enkele jaren na Double Indemnity en The Lost Weekend enkele noirs die niet zozeer krimi's waren, maar eerder satires op de Hollywoodproducties: Sunset Boulevard (1950) en Ace in the Hole (1951). In a Lonely Place (1950) betekende Nicholas Rays doorbraak. Zijn andere films noirs waren zijn debuutfilm They Live by Night (1948) en On Dangerous Ground (1952).
Orson Welles ondervond gewoonlijk heel wat problemen bij de financiering van zijn projecten, maar zijn drie films noirs konden evenwel rekenen op een behoorlijk budget. Hij regisseerde The Lady from Shanghai (1947), The Stranger (1946) en Touch of Evil (1958). Deze film wordt vaak aangehaald als laatste klassieke film noir. Fritz Langs The Woman in the Window (1944) was net als The Stranger een 'independent' productie van American International Pictures. Zijn volgende film, Scarlet Street (1945), viel de twijfelachtige eer te beurt om als een van de weinige klassieke films noirs officieel gecensureerd te worden. Omwille van zijn erotische toespelingen werd hij tijdelijk verboden in Milwaukee (Atlanta) en de staat New York. Scarlet Street was een coproductie van Universal en Langs eigen Diana Productions. Van deze maatschappij was de hoofdrolspeelster van de film, Joan Bennett, de tweede grootste aandeelhouder. Lang zou samen met Bennet en haar echtgenoot Walter Wanger – voorheen bij Universal – op dezelfde manier Secret Beyond the Door (1948) produceren.
Andere bekende regisseurs van films noirs uit de 'klassieke periode' zijn:
- Raoul Walsh, met drie films die nu beschouwd worden als 'proto-noirs', voorlopers van het genre: They Drive by Night (1940), Manpower (1941) en High Sierra (1941), Vervolgens de noirs White Heat (1949) en The Enforcer (1951);
- Jules Dassin, met Brute Force (1947), Night and the City (1950) en The Naked City (1948);
- Edward Dmytryk, met Murder, My Sweet (1944) en Crossfire (1947);
- Henry Hathaway, met The Dark Corner (1946) en Kiss of Death (1947);
- John Farrow, met The Big Clock (1948) en Night Has a Thousand Eyes (1948);
- Alfred L. Werker, met He Walked by Night (1948);
- Carol Reed, met The Third Man (1949);
- Samuel Fuller, met Pickup on South Street (1953) en Underworld U.S.A. (neonoir, 1961);
- Joseph H. Lewis, met Gun Crazy (1950) en The Big Combo (1955);
- Phil Karlson, met Kansas City Confidential (1952) en The Brothers Rico (1957);
- Felix E. Feist met The Devil Thumbs a Ride (1947) en Tomorrow Is Another Day (1951);
- Edgar G. Ulmer, met Detour, Strange Illusion (1945), Blonde Ice (1948) en Murder Is My Beat (1955);
- Hugo Haas, met Pickup (1951) en The Other Woman (1954);
- Ida Lupino, met The Hitch-hiker (1953), het enige voorbeeld van een klassieke film noir, geregisseerd door een vrouw;
- Rudolph Maté, met D.O.A. (1950);
- Alexander Mackendrick, met Sweet Smell of Success (1957);
- Abraham Polonsky, met Force of Evil (1948);
- Robert Siodmak, met The Killers (1946), Phantom Lady (1944), Christmas Holiday (1944), Cry of the City (1948), Criss Cross (1949);
- Stanley Kubrick met Killer's Kiss (1955).
- Allan Dwan met Slightly Scarlet (1956), een van de weinige klassieke films noirs in kleur, die bekendstaat om het elegante voorkomen van Rhonda Fleming en haar fonkelende rode haar in Technicolor.

### Einde van de klassieke periode
In de Verenigde Staten stonden films noirs vaak als B-film op het programma, wat betekende dat men voor de prijs van één bioscoopkaartje zowel een 'A-film' als een lowbudgetfilm te zien kreeg. Vanaf eind jaren vijftig verdween de film noir stilaan van het programma. Hierbij speelden de volgende ontwikkelingen vermoedelijk een grote rol:
- Door de demografische opbouw van de bevolking in de westerse wereld (=minder geboortes tijdens de Tweede Wereldoorlog) liep het aantal bezoekers eind jaren vijftig sterk terug. Daarbij ondervond de bioscoop toenemende concurrentie van andere vormen van vrijetijdsbesteding. Zoals altijd reageerde Hollywood met een nieuwe gimmick: Cinemascope. Om op een goedkope manier grootschalige breedbeeldfilms, zoals sandalenfilms, te produceren, vertrokken de grote Amerikaanse filmmakers naar Europa. Voorbeelden van dergelijke films zijn:  Spartacus (1960), The Ten Commandments (1956) en Ben-Hur (1958).
- De concurrentie van de televisie en televisiefilms met gelijkaardige thema's.
- Door de toegenomen vraag naar televisieprogramma's nam de concurrentie van televisiemaatschappijen als werkgever voor mensen uit de filmindustrie sterk toe.

## Neonoir
De term film noir, in 1946 bedacht door criticus Nino Frank, werd maar zelden gebruikt door filmmakers, critici en fans, en vond pas echt ingang enkele decennia later. Hoewel er sinds de vroege jaren 1960 nog slechts weinig nieuwe grote films in het klassieke film noir-genre uitkwamen, was er wel sprake van aanzienlijke invloed op andere genres. Deze films nemen meestal zowel thematische als visuele elementen over die doen denken aan film noir. Vaak werden deze neonoirs, net als de klassieke films noirs, uitgebracht door producenten van independent films, kleinere filmstudio's.
Pogingen van filmcritici tot definiëren van film noir vonden plaats vanaf de jaren zeventig, en er was een tendens om hieronder alleen de films op te nemen uit de 'klassieke' periode': 1941 (The Maltese Falcon) tot 1958 (Touch of Evil). De laatste jaren wordt er echter wat flexibeler omgesprongen met de term, waarbij zowel vooroorlogse films worden opgenomen als films daterend van na deze klassieke periode. Deze latere films worden neonoir genoemd, en een subgenre ervan krijgt de naam tech noir. Een voorbeeld van dit laatste is The Terminator, een film waarin technologie een vooraanstaande en bedreigende rol speelt. Hieronder volgt een kort overzicht van de post-noir-producties vanaf de jaren zestig (zie verder het hoofdartikel Neonoir).

### Jaren 1960 en 1970
Hoewel het moeilijk is om overeenkomsten aan te geven tussen de noir-films van de vroege jaren 1960 zoals Blast of Silence (1961) en Cape Fear (1962) en de noirs van eind jaren 1950, is het duidelijk dat nieuwe trends ontstaan in het postklassieke tijdperk. The Manchurian Candidate (1962), geregisseerd door John Frankenheimer, Shock Corridor (1962), geregisseerd door Samuel Fuller en Brainstorm (1965), geregisseerd door de ervaren noir-acteur William Conrad, behandelen alle het thema van de geestelijke ontreddering in de stijl van de film noir. Met de populaire reeks The Fugitive (1963-1967) maakten de televisiekijkers kennis met de klassieke noir-thema's en noir-sfeer. Van de Franse regisseur Jean-Luc Godard verscheen À bout de souffle in 1960, dat duidelijk geïnspireerd was op de misdaadfilms met Humphrey Bogart. In de Verenigde Staten bracht Arthur Penn Mickey One uit (1964), geïnspireerd op Truffauts Tirez sur le pianiste en andere Franse Nouvelle vague-films. Andere films die zich in de traditie van de oorspronkelijke film noir plaatsten, waren John Boormans Point Blank (1967), en Alan J. Pakula's Klute (1971). Ook Fassbinder maakte met Liebe ist kälter als der Tod (1968) een hommage aan het film noir-genre.
Van regisseur Robert Altman verscheen in 1973 The Long Goodbye, een verfilming, gebaseerd op een roman van Raymond Chandler. Het personage Philip Marlowe, de prototypische hard-boiled detective, wordt hier wat 'oneerbiedig' tegenover de film noir-mythe neergezet als een onaangepast buitenbeentje, die alle voeling met de hedendaagse zeden heeft verloren.
De meest spraakmakende van de neonoirs uit die tijd was regisseur Roman Polanski's Chinatown uit 1974. Het speelt zich af in het Los Angeles van 1930, een geliefde noir-setting. Naarmate de stijl van de film noir evolueerde, werden de sfeer en de belichting donkerder, de personages corrupter, en de thema's en de toon fatalistischer. Zo bracht Martin Scorsese in 1976 met Taxi Driver een radicale, bloederige neonoir met de stilistische kenmerken van de klassieke film noir: expressionistische fotografie die een moreel en psychologisch instabiele protagonist in beeld brengt in een donkere en corrupte stad.
Een aantal van de noirs uit de jaren zeventig waren in feite remakes van de klassiekers, zoals Thieves Like Us (1973) en Farewell, My Lovely (1975).
Andere bekende neonoirs uit deze periode zijn:
- The Naked Kiss (1964)
- Le Samouraï (1967, Fr/It.)
- Bullitt (1968)
- Dirty Harry 'series' (1971-76)
- The French Connection (1971)
- The Long Goodbye (1973)
- Mean Streets (1973)
- Serpico (1973)
- Three Days of the Condor (1975)

### Jaren 1980 en 1990

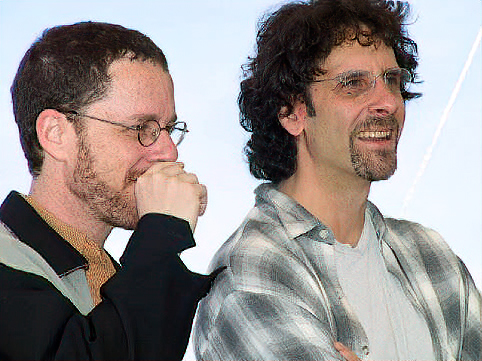
Joel en Ethan Coen in Cannes, 2001

Aan het begin van deze periode kwam Scorseses meesterwerk Raging Bull in de bioscoopzalen: het verhaal van de morele en fysieke ondergang van een bokser, op een heel film noir-achtige wijze in beeld gebracht. Body Heat, de film van Lawrence Kasdan die het daaropvolgende jaar werd uitgebracht, herinnert vooral door de zwoele, erotiserende sfeer aan enkele klassieke films noirs. Het succes van deze atypische film had tot gevolg dat enkele belangrijke Hollywoodstudio's inzagen dat er voor deze soort films een markt was. Neonoirfilms werden opgenomen in de mainstream, en sommige ervan brachten de studio's zelfs veel geld op. Succesrijke neonoirs waren Black Widow (1987), Shattered (1991) en Final Analysis (1992), maar het was vooral Basic Instinct (1992) van Paul Verhoeven dat de kassa's deed rinkelen. Deze film toonde ook aan hoe het polychrome palet van neonoirs veel van de expressionistische effecten van de klassieke zwart-witnoirs kon reproduceren.
Werkend met over het algemeen kleine budgetten creëerden de gebroeders Joel en Ethan Coen een van de meest uitgebreide, door klassieke noir film beïnvloede oeuvres, met films als Blood Simple (1984) en Fargo (1996). Een andere grote naam in dit genre is Quentin Tarantino, schrijver en regisseur van tegelijk harde en geestige neonoirs zoals Reservoir Dogs (1992) en Pulp Fiction (1994).
Enkele andere bekende neonoirs uit deze periode zijn:
- The Postman Always Rings Twice (1981)
- Blue Velvet (1986)
- Angel Heart (1987)
- Kill Me Again (1989)
- After Dark, My Sweet (1990)
- The Grifters (1990)
- The Two Jakes (1990)
- Night and the City (1992)
- The Last Seduction (1994)
- Devil in a Blue Dress (1995)
- After Hours (1985)
- Miller's Crossing (1990)
- Darkman (1990)
- Naked Lunch (1991)
- Glengarry Glen Ross (1992)
- The Crow (1994)
- Se7en (1995)
- The Usual Suspects (1995)
- Twelve Monkeys (1995)
- Hard Eight (1996)
- Lone Star (1996)
- Bound (1996)
- Fargo (1996)
- Face/Off (1997)
- L.A. Confidential (1997)
- The Big Lebowski (1998)
- Dark City (1998)
- Out of Sight (1998)

De neonoirstijl drukte in deze periode ook zijn stempel op televisiereeksen als Miami Vice (1984–1989) en Crime Story (1986–1988).
Tech noir (ook bekend als sciencefiction noir) is een wat aparte loot van de film noir-familie die in deze periode opgang maakte. Het is een cross-over-genre met een combinatie van film noir en sciencefiction, zoals te zien in Alien (1979), Blade Runner (1982), The Terminator (1984) en The Matrix (1999).

### Jaren 2000
Following, het zwart-witdebuut uit 1998 van de Britse regisseur Christopher Nolan, was een openlijk eerbetoon aan de klassieke noir. Tijdens het eerste decennium van de nieuwe eeuw was hij een van de grootste Hollywood-regisseurs van de neonoir met het veelgeprezen Memento (2000), de remake van Insomnia (2002), en zijn superhelden-films, Batman Begins (2005) en The Dark Knight (2008).
Met extreem gewelddadige films zoals Sympathy for Mr Vengeance (2002) en Thirst (2009) is Park Chan-wook van Zuid-Korea de meest prominente regisseur buiten de Verenigde Staten die regelmatig in de noir-stijl werkt. De commercieel succesvolste neonoir tot hiertoe van deze periode is Sin City (2005), geregisseerd door Robert Rodriguez, een extravagante, gestileerd zwart-wit geschoten film met hier en daar wat kleur. Andere voorbeelden van geslaagde films met neonoir-ingrediënten die na 2000 verschenen zijn:
- The Man Who Wasn't There (2001)
- Mulholland Dr. (2001)
- Road to Perdition (2002)
- Femme Fatale (2002)
- Underworld USA (2003)
- The Machinist (2004)
- Collateral (2004)
- A History of Violence (2005)
- Kiss Kiss Bang Bang (2005)
- Brick (2005)
- The Black Dahlia (2006)
- Zodiac (2007)
- The Lookout (2007)
- No Country for Old Men (2007)
- In Bruges (2008)
- Los abrazos rotos (2009)
- Animal Kingdom (2010)
- Black Swan (2010)
- Drive (2011)
- Looper (2012)
- You were never really here (2017)
- Joker (2019)

Ook op televisie blijft neonoir het goed doen. Veronica Mars is een populaire Amerikaanse televisieserie in filmnoirstijl over een vrouwelijke student en privédetective; de reeks ging van start in 2004. Andere filmnoir-televisiereeksen zijn onder meer The Singing Detective (BBC-miniserie, 1986), Gotham Girls uit 2002, en The X-Files (vanaf 1993).
Niettegenstaande er tegen 1960 een einde kwam aan de klassieke film noir-periode, blijft deze stijl van filmen dus nog steeds een grote invloed uitoefenen op de hedendaagse filmproductie.

## Parodieën
De stijl van films noirs leent zich goed tot parodie. Woody Allens Play It Again, Sam uit 1972 is tegelijk een hommage en een parodie. Bekende voorlopers waren Danny Kayes Wonder Man (1945), de komedie Lady on a Train van hetzelfde jaar en The Big Steal (1949) van regisseur Don Siegel. The Cheap Detective (1978) met Peter Falk in de hoofdrol parodieert scènes uit The Maltese Falcon en Casablanca. Recentere voorbeelden zijn Robert Zemeckis Who Framed Roger Rabbit uit 1988, dat zich afspeelt in het Los Angeles van de jaren veertig, en Carl Reiners Fatal Instinct (1993), dat zinspeelt op zowel de klassieker Double Indemnity als op de neonoir Basic Instinct.

## Genre of stijl?
De oorspronkelijke makers in de jaren veertig en vijftig van deze films waren niet bewust bezig met het maken van "films noirs". Filmcriticus en journalist Chris Fujiwara stelt daarom dat "they didn't think of them as 'films noir'; they thought they were making crime films, thrillers, mysteries, and romantic melodramas" (ze dachten dus dat ze misdaadfilms, thrillers, mysteryfilms en romantische melodrama's maakten). Pas toen na de Tweede Wereldoorlog en na het einde van de censuur door de Duitse bezetters de Franse filmrecensenten de Amerikaanse films te zien kregen die in de oorlog gemaakt waren, ontstond het idee dat het hier om een aparte groep films ging. Film noir (zoals ze hun ontdekking doopten) was volgens hen een weerspiegeling van het pessimisme in deze sombere oorlogsperiode, en de corrupte en claustrofobische wereld van de film noir belichaamde deze existentiële angsten en het verlies van alle idealisme.
De discussie of film noir als genre dan wel als stijl moet worden beschouwd, is nog steeds gaande. In 1970 verscheen in het Brits tijdschrift Cinema bijvoorbeeld een artikel van Raymond Durgnat met de titel "Paint it Black: the Family Tree of Film Noir", waarin hij inging op deze kwestie. Hij was van oordeel dat film noir geen genre was zoals de western of de gangsterfilm, maar kwam niet veel verder dan de vaststelling dat deze films bepaald werden door motief en sfeer (motif and tone). Ook Paul Schrader kwam tot de conclusie dat het niet om een genre ging. In zijn artikel "Notes on Film Noir" (verschenen in Film Comment, 1972) concentreerde Schrader zich op thema en stijl. Aan dezelfde zijde vinden we ook James Monaco, die in 'American Film Now' aangeeft dat film noir niet een genre is maar een stijl. James Darnico (in 'Film Noir: A Modest Proposal' uit 1978) verdedigt de visie dat het wel een genre is, terwijl hij echter niet overtuigd is van het bestaan van een gemeenschappelijke stijl. Paul Kerr verdedigt ook de genre-visie en wijst erop dat een van de opvallendste kenmerken van de stijl, de low-keybelichting, eigenlijk uit nood ontstaan is door een gebrek aan budget voor deze B-films. Hoe dan ook, film noir leende in de jaren veertig elementen uit misdaad-, detective- en mysterygenres. Hierbij werd een nieuwe vorm van cinema gecreëerd met een aantal nieuwe karakteristieken.

### Wereldbeeld en sfeer
Film noir wordt vaak beschreven als in wezen pessimistisch. De noir-verhalen gaan immers typisch over mensen die gevangen zitten in ongewenste situaties, en die strijdend tegen het willekeurige en onverschillige lot ten onder gaan. Deze films worden gezien als de afbeelding van een wereld die inherent corrupt is. De klassieke film noir wordt vaak in verband gebracht met de Amerikaanse maatschappij van de periode waarin deze films ontstonden. Zij reflecteren het gevoel van angst en vervreemding in de nasleep van de Tweede Wereldoorlog. Van films noirs uit de jaren vijftig zoals Kiss Me Deadly, die verschenen op het hoogtepunt van de Rode Angst, wordt ook gezegd dat zij de culturele paranoia weergeven. Volgens sommige filmcritici, zoals Paul Schrader in zijn essay uit 1972, wordt film noir zelfs hoofdzakelijk gedefinieerd door de sfeer.
Omdat Film noir personages en verhalen opvoert die tegen traditionele (familie)waarden ingaan, zegt men dat deze films gekenmerkt worden door "morele ambiguïteit". Nochtans legde de Hays Code tussen 1930 en 1968 aan de grote Amerikaanse filmstudio's een vrij verregaande morele censuur op. Bijgevolg moesten filmmakers er in die periode op toezien dat in hun verhaal standvastigheid en deugd werden beloond en zondaars hun terechte straf kregen. Heel wat van de latere films noirs lappen dergelijke conventies echter aan hun laars, en in films als Chinatown bijvoorbeeld kan de misdaad wel triomferen.

### Thematiek

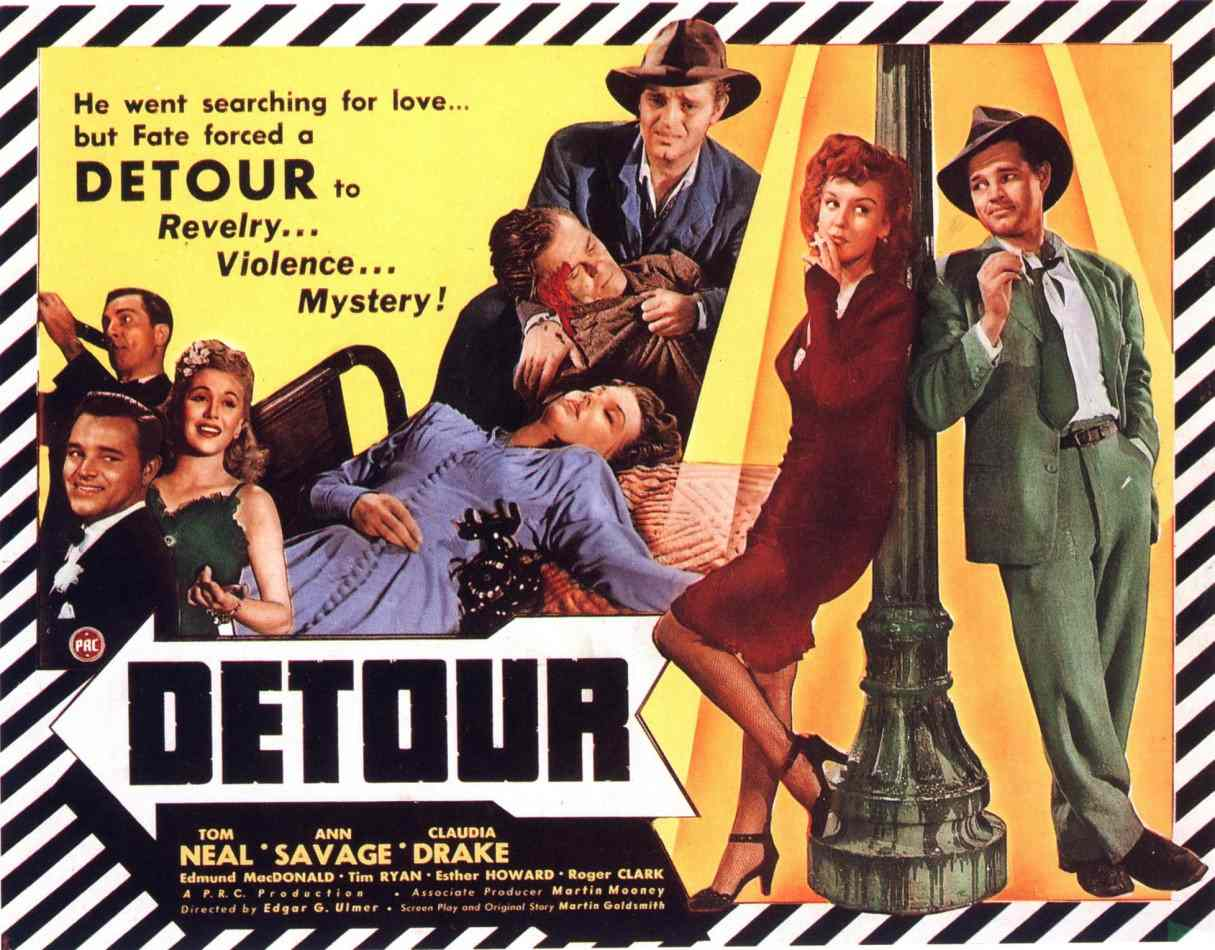
Poster voor de film Detour (1945), geregisseerd door Edgar G. Ulmer.

Heel vaak draait het verhaal in een film noir rond een cynisch, hardvochtig, gedesillusioneerd mannelijk personage, vertolkt door acteurs als Robert Mitchum, Fred MacMurray en Humphrey Bogart. De protagonist wordt typisch geconfronteerd met een mooie, maar promiscue, amorele, dubbelspel spelende en verleidelijke femme fatale, vertolkt door bijvoorbeeld Mary Astor, Veronica Lake, Jane Greer, Barbara Stanwyck of Lana Turner. Zij maakt gebruik van haar vrouwelijke listen en seksualiteit om hem zodanig te manipuleren dat hij uiteindelijk bijvoorbeeld een moord in de schoenen geschoven krijgt. Het is geen fraai beeld dat film noir van de vrouw schetst als onafhankelijk, manipulerend roofdier. Zo zijn er nog heel wat traditionele waarden die in deze films worden ondergraven. Niet alleen het kerngezin ligt onder vuur bij film noir, maar ook heel wat andere sociale instituten. Het strafrechtelijk systeem wordt als incompetent voorgesteld, de politie als corrupt, en zelfs de federale overheid is in film noir een bedreigend instituut. Heel wat titels van films noirs verwijzen trouwens al naar deze donkere toon en inhoud: Dark Passage (1947), The Naked City (1948), Fear in the Night (1947), Out of the Past (1947), Kiss Me Deadly (1955), enz.
In het algemeen gaat film noir in tegen de door mainstream-Hollywoodproducties gekoesterde familiewaarden en geeft daar in de periode van de Koude Oorlog pessimisme en scepticisme voor in de plaats. Zonder dat deze zich ervan bewust waren, hadden de vroege film noir-regisseurs een nieuwe filmstijl geïntroduceerd met een eigen thematiek en visuele stijl, die een breuk betekende met films als The Wizard of Oz (1939) en Gone with the Wind (1939) die uiteindelijk nog sterk de familiewaarden benadrukten.

### Inhoudelijke kenmerken
- een sfeer van angst en onzekerheid;
- een ingewikkelde verhaalstructuur;
- het verhaal wordt verteld in de vorm van een eigen verslag van de protagonist aan de hand van flashbacks en voice-over;
- verteld vanuit het perspectief van de man; de noir-held, vaak een cynische detective, is eigenlijk een antiheld zonder idealen;
- een centraal thema: mannelijke protagonist raakt verstikt in een obsessie voor een vrouw:
  - de (hard-boiled) detective: hierbij zal de detective meestal de verkeerde dame, de femme fatale, ontmoeten; daarnaast krijgt de detective meestal de vrouw niet, bijvoorbeeld doordat zij aan het eind sterft;
  - de femme fatale: aantrekkelijke vrouw die mannen in moeilijkheden brengt, waarbij het motief vaak geld is; is meestal verbonden met een andere man (echtgenoot of vriend); de femme fatale is vaak stijlvol, arrogant, sterk, seksueel onafhankelijk en een stevige roker, daarnaast heeft ze vaak alles onder controle; de noir-held, de detective, zal proberen de vrouw voor zich te winnen, maar dat loopt in een film noir steevast slecht af;
  - de verzorgende vrouw: tegenhanger van de femme fatale; soms zal tijdens de film een vrouwelijke hoofdrolspeler eigenschappen hebben van zowel de femme fatale als de verzorgende vrouw;
- de maatschappij en het systeem zijn keihard, de mensen zijn slecht en de wereld blijft ondanks alles corrupt; ook de hoofdfiguren in de film blijven zich afvragen wat goed en wat slecht is;
- de personen uit de lagere sociale klasse, de "little people", proberen met alle mogelijke middelen te overleven; vaak gaat het om arbeiders, prostituees, dieven en barkeepers;
- meestal geen happy end. Toch zijn er voorbeelden van films noirs die eindigen zoals het conventionele Hollywood-melodrama. De held en zijn beminde slagen er dan in om alle obstakels te overwinnen, hun relatie te redden, en te ontsnappen uit de noir-wereld, waarna hen een gelukkig huwelijk en gezinsleven wacht. Voorbeelden hiervan zijn noir classics als Stranger on the Third Floor (1940), I Wake Up Screaming (1941), Laura (1944), Murder, My Sweet (1944), Gilda (1946), The Big Sleep (1946), Lady in the Lake (1947), en Dark Passage (1947).

### Stijlkenmerken
Parodieën van films noirs spelen graag in op steeds weerkerende visuele motieven: de snelpratende, harde noirheld met de Bogart-hoed, de gevaarlijke verleidster, de trappen en spiegels, de duisternis, enz. Veel met film noir geassocieerde effecten worden bereikt door mise-en-scène en bewuste manipulatie van belichting en filmcamera. Geen enkele van de hieronder genoemde kenmerken zoals belichting, camerahoek en perspectief behoort echter uitsluitend toe aan de film noir. Vroegere filmmakers, met name van de expressionistische film, maakten eveneens gebruik van bijvoorbeeld sterke contrasten en vreemde kadreringen. In de film noir-cyclus leidt het gebruik van deze elementen echter tot een opvallend consistente visuele stijl met volgende kenmerken:
- sterk contrastrijke belichting (clair-obscur): de harde low-keybelichting wordt zelfs toegepast bij de steractrices van die tijd, van wie traditioneel close-ups werden genomen met een diffuse driepuntsbelichting; in film noir-taal wordt high-keybelichting geassocieerd met 'normaal', en low-keybelichting met het duistere: de brave huisvrouw uit The Big Heat (gespeeld door Jocelyn Brando) is zacht belicht, terwijl de duistere dame (rol van Gloria Grahame) hard belicht wordt;
- gebruik van groothoeklenzen; dit maakt niet alleen grotere scherptediepte mogelijk (zie volgende), maar vervormt ook het beeld, wat bij film noir als expressief middel wordt aangewend;
- grote scherptediepte en gebruik van longshots, waarbij dus afgeweken wordt van de traditie om de camera te laten focussen op een deel van het beeld, met behulp van close-ups of mediumshots;
- onevenwichtige kadrering, bijvoorbeeld door toepassen van extreme close-ups; het beeld wordt ook 'verstoord' door obstakels en de personages bevinden zich niet centraal in het beeld; het gevoel van onrust wordt soms nog versterkt door de camera onder een schuine hoek te laten filmen, de Dutch angle;
- enscenering vanuit mannelijk perspectief, vaak doordat de hoofdpersoon een man is die zijn verhaal vertelt;
- gebruik van spiegels die bijdragen aan een vervreemdend effect; in film noir reflecteren spiegels iemands 'andere kant', en het meervoudig beeld is een symbool van een dubbele of verborgen persoonlijkheid. Een voorbeeld is de slotscène in de magische spiegelzaal van The Lady from Shanghai waarin de maskers afvallen en duidelijk wordt wat ieders aandeel in de moord was;
- ontbreken van camerabewegingen (The Lady from Shanghai is hier een uitzondering op); deze cameratechniek wordt maar spaarzaam gebruikt in de klassieke noirfilms omdat de regisseurs blijkbaar liever ineens van close-up naar longshot overschakelden in plaats van voor een geleidelijke overgang te kiezen;
- gebruik van voice-over; deze techniek herinnert sterk aan de stijl van oorlogsverslaggeving die het publiek tijdens de oorlog in het bioscoopjournaal te zien kreeg;
- opvallend veel gebruik van flashbacks.

## Archetypische personages

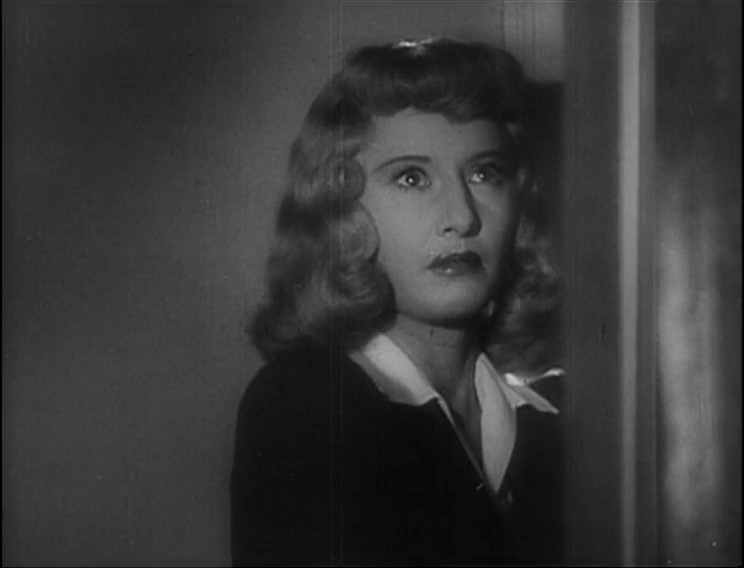
Barbara Stanwyck in Double Indemnity

Een filmisch archetype is een personage, plaats of ding, dat herhaaldelijk voorkomt in films met een bepaalde stijl of karakterisering. Archetypes die vaak geassocieerd worden met film noir zijn de femme fatale en de hard-boiled detective. Daarnaast kan ook de hele setting van een film noir als archetypisch worden gezien: de sombere onderwereld van misdaad en corruptie in een verontmenselijkte grootstad, en de sfeer van pessimisme, spanning en cynisme zijn elementen die in veel films noirs voorkomen.
De rolmodellen die film noir de kijker voorschotelt (de stoere man, de verleidelijke vrouw) krijgen nogal wat kritiek van sommige filmcritici zoals Janey Place. In Women in Film Noir stelt ze dat film noir a male fantasy (een mannelijke fantasie) is waarin de vrouw hoofdzakelijk door haar seksualiteit wordt gedefinieerd, en waarin de tegenpolen van de archetypen – de 'dark lady' en de 'virgin' (maagd) – tegenover elkaar worden uitgespeeld. Aan de andere kant, zo stelt ze, laat film noir ook sterke, actieve en intelligente vrouwen zien.

#### De hard-boiled detective
De (meestal mannelijke) protagonist van een film noir is eerder een antiheld. Hij lijkt niet op de typische held die in andere films wordt opgevoerd, maar precies door zijn gebreken kan het publiek zich met hem identificeren. Vaak houdt het personage er een dubbelzinnige moraal op na en ontbeert het heldhaftige eigenschappen als moed, eerlijkheid of edelmoedigheid. Hij kan hard, maar toch sympathiek zijn, en zwakheden vertonen. Hard-boiled detectives en andere cynische avonturiers zijn literaire personages die opduiken in verhalen van Dashiell Hammett, Raymond Chandler en Ernest Hemingway. Ze zijn hard en cynisch, maar ook romantisch, en laten zich in de film noirverhalen al dan niet gewillig manipuleren door de femme fatale. Het genre vindt zijn oorsprong in de vooroorlogse The Thin Man-series (van Hammett) waarin William Powell, Myrna Loy en Asta de hond gelukkig en gesofisticeerd samenleven en misdaden oplossen. Het personage van Chandlers Marlowe krijgt in de jaren veertig vijf gezichten:
Dick Powell in Farewell My Lovely
Humphrey Bogart in The Big Sleep
Alan Ladd in The Blue Dahlia
Robert Montgomery in Lady in the Lake
George Montgomery in The Brasher Doubloon
Robert Mitchum zet in Build My Gallows High ('Out of the Past') een geslepen privédetective neer die valt voor de charmes van een onbetrouwbare vrouw. Andere films waarin privédetectives de hoofdrol spelen zijn onder meer Key Largo, Ride the Pink Horse, The Breaking Point en Beat the Devil. De acteur die waarschijnlijk het meest succesvol de rol van de hard-boiled detective speelde, was Humphrey Bogart.
De held uit de film noir evolueert ook met de tijd. In Hustons The Maltese Falcon uit 1941 is Spade, gespeeld door Humphrey Bogart, allesbehalve kwetsbaar. Hij is de tough guy zoals schrijver Dashiell Hammett hem neerzette in zijn verhaal. Naarmate de noirperiode vorderde, leken de helden echter meer en meer kwetsbaar en onderhevig te worden aan krachten buiten henzelf waar ze geen controle over hadden. Dat is al te merken in de rol die Bogart vertolkt als de labiele Dixon Steele in In a Lonely Place (1950). In Pushover (1954), met Fred MacMurray als protagonist, wordt de detective zelfs een misdadiger.

#### De femme fatale

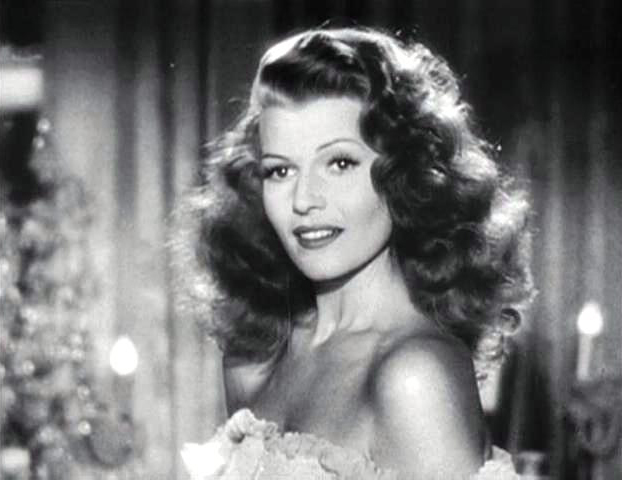
Rita Hayworth als femme fatale in Gilda

In het tijdperk van de klassieke film noir verscheen de femme fatale bijna onvermijdelijk in elk verhaal. Een voorbeeld ervan vinden we bij de bezitterige en narcistische Ellen Brent Harland (gespeeld door Gene Tierney) in Leave Her to Heaven (1945), die voor niets terugdeinst om haar man aan zich te binden. En in The Maltese Falcon maakt O'Shaughnessy (Mary Astor) gebruik van haar acteertalent om de partner van Sam Spade te vermoorden. Nog een voorbeeld van een femme fatale is het personage dat Rita Hayworth uitbeeldt in Gilda (1946), die haar erotische aantrekkingskracht aanwendt om haar echtgenoot en diens beste vriend te manipuleren. Het personage dat Barbara Stanwyck in Double Indemnity (1944) speelt, verleidt een verzekeringsagent ertoe om haar echtgenoot om het leven te brengen en zodoende een dubbele premie op te strijken. Van dezelfde auteur van Double Indemnity is The Postman Always Rings Twice. Hier zien we hoe Cora (Lana Turner) haar tegenspeler John Garfield zodanig manipuleert dat hij bereid is om haar echtgenoot te vermoorden.
Ook Hitchcock maakt gebruik van dit archetypische personage. In de film The Paradine Case (1947) is het personage gespeeld door Alida Valli een dodelijke femme fatale die de dood van twee mannen en, bijna, de ondergang van een derde op haar geweten heeft. Een ander vaak aangehaald voorbeeld is 'Jane' in Too Late for Tears (1949), gespeeld door Lizabeth Scott. Ze wil koste wat kost het geld dat ze onrechtmatig verkregen heeft uit handen van haar man houden en schrikt er niet voor terug om ervoor te liegen, te dreigen, te verleiden en vergif te gebruiken.
Ook in sommige recentere films blijft de femme fatale een sleutelfiguur: Body Heat met Kathleen Turner, The Last Seduction met Linda Fiorentino, To Die For met Nicole Kidman, Basic Instinct met Sharon Stone, Femme Fatale met Rebecca Romijn, en Inglourious Basterds met Diane Kruger.

#### De goede vrouw
De 'goede vrouw' wordt in de film noir opgevoerd als tegenhanger van de femme fatale, maar blijkt gewoonlijk toch geen echte optie te zijn voor de mannelijke (anti)held, die even eenzaam en verbitterd zal achterblijven, in het nauw gedreven door de manipulaties van de 'slechte' vrouw. De goede vrouw als archetype belichaamt al de goede, traditionele waarden van een vrouw in de Amerikaanse cultuur uit die tijd. Zij is goed opgevoed, zorgzaam, gelovig, ethisch, bescheiden, ijverig, traditioneel en trouw, en wat ze van het leven verlangt is het vormen van een gelukkig gezin. Opvallend in film noir is dat zij ook anders, traditioneler belicht wordt: in high-key, zoals gebruikelijk voor andere films uit die tijd. Zij wordt gefilmd in open, verlichte ruimten met de camera op ooghoogte en met gebruikmaking van normale perspectieven. Zij woont buiten de 'stadsjungle' in een nette woonwijk en leidt een normaal leven. Het gebrek aan opwinding dat de 'veilige vrouw' biedt, wordt gecontrasteerd met de sensuele, gepassioneerde aantrekkingskracht van 'de andere vrouw', die zelfstandig, actief, scherpzinnig en geestig is. Deze femme fatale voert de mannelijke noir-held weg van het onbereikbaar ideaal van een normaal, maar saai gezin. De held zal haar volgen, maar het is de weg naar zijn eigen ondergang.

#### Het huwende type

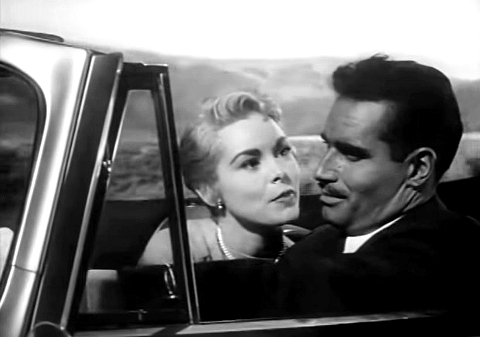
Janet Leigh en Charlton Heston in Touch of Evil uit 1958

Soms wordt naast de twee vrouwelijke achetypen – de femme fatale en de goede vrouw – nog een derde type personage genoemd: "het huwende type" (the marrying type). Zij vormt een bedreiging voor de protagonist omdat ze hem via een huwelijk wil 'domesticeren'. Ze zet hem onder druk om een sociaal aanvaardbare rol te vervullen – die van broodwinner, echtgenoot en vader – en dat is een rol die hij beperkend en saai vindt. Een voorbeeld van dergelijke relatie vindt men in de film Pitfall (1948).
Deze verschillende rollen kunnen overigens door een en hetzelfde personage vervuld worden. Zo 'verdwijnt' in Touch of Evil (1958) de 'goede vrouw' of wisselt tussen twee persoonlijkheden: de huiselijke, domesticerende vrouw en de femme fatale.

## Filmmuziek
Met partituren voor The Maltese Falcon en The Mask of Dimitrios legde Adolph Deutsch de basis voor aan film noir aangepaste filmmuziek die gevoelens van spanning, verrassing, intense actie en dergelijke kon evoceren. De in Hongarije geboren Amerikaanse componist Miklós Rózsa werkte datzelfde jaar voor Double Indemnity (1944) een meer epische, romantische score uit en schreef ook de muziek voor The Killers (1946), The Strange Love of Martha Ivers (1946), The Naked City (1948) en The Asphalt Jungle (1950). In vergelijking met Deutsch, die zijn begeleidende muziek voor The Maltese Falcon vooral afstemde op de sfeer van elke scène, was Rózsa's benadering meer gericht op melodieën. 1944 was een goed jaar voor film noircomponisten, want David Raksin schreef voor Otto Premingers Laura sfeervolle, spookachtige, romantische thema's die een inspiratie vormden voor de noircomponisten die volgden. De bekende romantische filmcomponist Max Steiner schreef de muziek voor The Big Sleep. Een andere componist die zich net als Steiner waagde aan verschillende muziek-en filmgenres was Bernard Herrmann, die zijn faam vestigde met zijn muziek voor Hitchcocks The Wrong Man uit 1957. Henry Mancini schreef een opmerkelijk noir-theme voor Peter Gunn, een televisiereeks over een privédetective die in de periode 1958-1961 op Amerikaanse zenders te zien was. Een goed voorbeeld van zijn stijl voor film noir is zijn muziek voor Orson Welles' Touch Of Evil, waarin hij gebruikmaakte van de nieuwe rock-'n-roll-ritmes en de popmuziek uit de nachtclubs. Opmerkelijk waren ook Bernard Herrmanns saxofoonmuziek voor de neonoir Taxi Driver en Angelo Badalamenti's muzikale bijdrage aan Blue Velvet van David Lynch. De coole muziek voor de stomende neonoir Body Heat uit 1981 die zich afspeelt tijdens een hittegolf in Florida, was van de hand van John Barry. Andere componisten die eveneens muziek schreven voor films noirs zijn onder anderen Howard Shore, Pino Donaggio, John Morris en Terence Blanchard en elk jaar komen er wel enkele nieuwe neonoirs uit met interessante filmmuziek van begaafde componisten. Nog enkele voorbeelden: Elmer Bernstein (The Grifters), Michael Small (Klute), John Williams (The Long Goodbye), Jerry Goldsmith (Chinatown), Victor Young (Gun Crazy), David Shire (Farewell, My Lovely), Victor Young (The Blue Dahlia), Johnny Mandel (Point Blank), Maurice Jarre (Fatal Attraction).

## Film noir in andere media
Naast film en televisie inspireerde film noir ook andere media. Er verschijnen bijvoorbeeld nog steeds romans in het noirgenre, zoals het in 2012 gepubliceerde Hollywood Boulevard van Janyce Stefan-Cole, of het werk van Charles Willeford met zijn hard-boiled detectives, maar het noir-idioom sloeg vooral aan bij comics en videospellen.

### Comics
De grafische stijl van de film noir vond al snel zijn weg naar de stripwereld. Will Eisners comicserie The Spirit, waarvan het eerste nummer in 1940 en het laatste in 1952 verscheen, was in dit verband baanbrekend. De held, privédetective Danny Colt, heeft geen bovennatuurlijke krachten, maar beweegt zich met een oogmasker doorheen de dreigende, sinistere grootstad. Geïnspireerd door The Spirit ontstonden in de voorbije decennia tal van andere strips in de noir-stijl, waaronder Watchmen van Alan Moore, Daredevil van Stan Lee en Batman van Bob Kane de bekendste zijn. Een van de recentste voorbeelden levert Frank Miller met de comicserie Sin City, waarvan in 2005 een film werd gemaakt.

### Computerspellen

Inmiddels zijn er ook een aantal computerspellen gebaseerd op bekende films noirs, of die zich wat stijl en sfeer betreft plaatsen in de traditie van de film noir. Het gaat meestal om adventures, maar het komt ook voor bij andere spelgenres zoals first-person en third-person shooters. Een voorbeeld van een film noir-adventure is Private Eye, een bewerking van Raymond Chandlers roman The Little Sister. De speler kan de oorspronkelijke plot van de roman wel een andere richting uitsturen om een alternatieve verhaallijn te volgen. Een andere vertegenwoordiger van het genre is Grim Fandango door LucasArts, een avontuur dat zich afspeelt in het rijk van de dood. "Sam", uit de adventurespel Sam & Max, is een hard-boiled detective zoals die in film noir wordt opgevoerd. L.A. Noire is een computerspel, in 2011 uitgebracht door Rockstar Games, dat ook is gewijd aan de film noir en zelfs het spel betitelde als game noir. Het combineert actie met een openwereld-avontuur. Naast L.A. Noire is er ook het verhaalgestuurde avonturenspel Heavy Rain als een moderne afgeleide van film noir. Een opvallend noir-element is hier de dreigende atmosfeer, bepaald door de onophoudelijk vallende regen en de donkere toon. Een andere benadering biedt Discworld Noir van Perfect Entertainment, met sterke verwijzingen maar de klassieke film noir. In het videospel Max Payne zijn zowel invloeden van het actiegenre in de stijl van John Woo als van film noir aanwijsbaar. Hotel Dusk: Room 215 voor de Nintendo DS is een vermenging van interactieve film en adventuregame met klassieke film noir-elementen.